# Краљевина Албанија (1928—1939)
Краљевина Албанија (алб. Mbretëria Shqiptare) била је уставна монархија која је постојала од 1928. до 1939. године. Албанија је у овом раздобљу фактички била протекторат Краљевине Италије.
Уставотворна скупштина прогласила је Краљевину 1928. године, а за првог краља био је окруњен Зог I. Овај чин био је настојање да се Албанија надовеже на средњовековну владавину Скендербега из 15. века.
Краљевина Албанија одржавала је добре односе са фашистичком владом у Италији, све до италијанске инвазије 1939. године. Када је Немачка извршила инвазију Чехословачке, Мусолини је наредио инвазију Албаније. Краљ Зог напустио је Албанију, не желећи бити на челу марионетске владе.

## Други светски рат
Албанија је током рата званично остала монархија, али као италијански протекторат. Италијанска владавина трајала је до капитулације 1943. године, након чега су земљу окупирале немачке снаге. Након ослобођења земље, власт су преузели албански комунисти на челу с Енвером Хоџом. Моархија је укинута 1945, а краљу забрањен повратак у земљу.